# Proteste politiche thailandesi del 2010
Le proteste politiche tailandesi del 2010 sono state una serie di proteste politiche organizzate dal Fronte Unito per la Democrazia contro la Dittatura (UDD) (noto anche come "camicie rosse")  a Bangkok, in Thailandia, dal 12 marzo al 19 maggio 2010 contro il Governo guidato dal Partito Democratico.
L'UDD chiese al primo ministro Abhisit Vejjajiva di sciogliere il parlamento e di indire elezioni prima della fine del mandato prevista per il 2012. L'UDD chiese inoltre le dimissioni del governo, ma i negoziati per fissare una data per le elezioni fallirono. Le proteste si intensificarono in prolungati scontri violenti tra i manifestanti e i militari, e i tentativi di negoziare un cessate il fuoco fallirono. Più di 90 civili e sei soldati furono uccisi e vi furono più di 2.000 feriti quando i militari repressero violentemente la protesta il 19 maggio.